# Neolithic
Neolithic – polska grupa muzyczna wykonująca muzykę z pogranicza death, gothic i doom metalu. Zespół powstał w Mławie w 1992 roku. W 1996 roku grupa zarejestrowała pierwszy album zatytułowany For Destroy The Lament, który ukazał się nakładem wytwórni muzycznej Adipocere Records. Kolejny album ukazał się siedem lat później pt. My Beautiful Enemy wydany nakładem Mystic Production. 
Zespół został rozwiązany w 2006 roku. Na jego kanwie powstał rockowy zespół Black River, w którego składzie występują dotychczasowi członkowie Neolithic.

## Muzycy
Ostatni skład zespołu
- Maciej Taff - śpiew (1996-2002, 2004-2006)
- Piotr "KaY" Wtulich - gitara, śpiew (1992-2006)
- Artur "Art." Kempa - gitara (2004-2006)
- Tomasz "Orion" Wróblewski - gitara basowa (2002-2006)
- Dariusz "Daray" Brzozowski - perkusja (2003-2006)

Byli członkowie zespołu
- Patryk "Nick Wolverine" Zwoliński - śpiew (2002-2004)
- Mirosław Szymańczak - gitara (1992-2002)
- Konrad "Cryan/Krayan" Krajewski - gitara (2002-2004)
- Michał Sarnowski - gitara basowa (1992-1996)
- Tomasz Włodarski - gitara basowa (1996-2002)
- Janusz Jastrzębowski - perkusja (1992-1997)
- Paweł "Rekin" Jurkowski - perkusja (1997-2003)
- Robert Bielak - instrumenty klawiszowe (1992-1994)
- Michał Stefaniak - instrumenty klawiszowe (1994-1999)
- Włodek Tyll - instrumenty klawiszowe (1999-2003)

## Dyskografia
- Terpsychora (Demo, 1992, wydanie własne)
- The Personal Fragment of Life (Demo, 1993, Kassandra Promotion)
- For Destroy The Lament (album, 1996, Adipocere Records)
- Neolithic (EP, 1997, Mystic Production)
- My Beautiful Enemy (album, 2003, Mystic Production)[2]
- Team 666 (EP, 2003, Empire Records)[3]